# エリア・スレイマン
エリア・スレイマン (アラビア語: إيليا سليمان、Elia Suleiman) はパレスチナの映画監督・俳優。イスラエル国籍のパレスチナ人で、キリスト教徒。

## 略歴
パレスチナ・ナザレ出身。1981年にニューヨークに移住。短編『論争の終わりのための序章』『殺人というオマージュ』を監督した。1994年エルサレムに移住。1996年、長編第1作『消えゆくものたちの年代記』で、ヴェネチア映画祭最優秀初長編賞を受賞した。2002年、長編第2作『D.I』がカンヌ映画祭で審査員賞を受賞。2007年、カンヌ国際映画祭60周年記念のオムニバス映画『それぞれのシネマ』に参加。2009年、自伝的内容である長編第3作『時の彼方へ』がカンヌ映画祭コンペティション部門に出品。2012年、オムニバス映画『セブン・デイズ・イン・ハバナ』に参加（「初心者の日記／木曜日」）。2020年、11年ぶりとなる最新長編『天国にちがいない』がカンヌ国際映画祭で特別表彰と国際映画批評家連盟賞を受賞。日本では2021年公開予定。

## 監督作品
- 『論争の終わりのための序章』（1991年）
- 『殺人というオマージュ』（1992年）
- 『消えゆくものたちの年代記』（1996年）
- 『D.I.』（Yadon ilaheyya、2002年)
- 『それぞれのシネマ』（Chacun son cinéma ou Ce petit coup au coeur quand la lumière s'éteint et que le film commence、2007年)
- 『時の彼方へ』 (2009年)
- 『天国にちがいない』（2020年）